# Думинь, Ян
Ян Я́нович Ду́минь (Ду́миньш) (латыш. Jānis Dūmiņš; 1922 — 2011) — советский и латвийский хоровой дирижёр и педагог.  Заслуженный деятель искусств Грузинской ССР (1958). Народный артист Латвийской ССР (1977).

## Биография
Родился 30 марта 1922 года в Риге. В 1949 году окончил Латвийскую консерваторию у Екаба Мединя и П. Риба. В 1954 году окончил аспирантуру при Ленинградской консерватории у Г. А. Дмитревского. В 1953—1960 годах — художественный руководитель и главный дирижёр Государственного академического хора Латвийской ССР. С 1955 года — один из главных дирижёров Латышских певческих праздников. В 1962 году становится художественным руководителем и главным дирижёром Народного хора «Рига». С 1950 года преподавал хоровое дирижирование в Латвийской консерватории; в 1977 году становится профессором. Написал ряд статей о вопросах хорового искусства. Член КПСС в 1963—1991 годах.
Умер 15 октября 2011 года.

## Награды и премии
- 1958 — Государственная премия Латвийской ССР
- 1958 — заслуженный деятель искусств Грузинской ССР
- 1977 — народный артист Латвийской ССР
- орден Трёх звёзд
- орден Трудового Красного Знамени (3.1.1956)